# Mallinus nitidiventris
Mallinus nitidiventris är en spindelart som beskrevs av Simon 1893. Mallinus nitidiventris ingår i släktet Mallinus och familjen Zodariidae. Inga underarter finns listade i Catalogue of Life.